# Cotormani, Harghita
Cotormani este un sat în comuna Ciucsângeorgiu din județul Harghita, Transilvania, România. Se află în partea de sud-est a județului, în Depresiunea Ciucului.